# Robin Johnstone
Robin Talbot Vanden Bempde Johnstone (ur. 7 sierpnia 1901 w Woolverstone, zm. 20 lutego 1976 w Marbelli) – brytyjski wioślarz, srebrny medalista olimpijski. 
Kształcił się w Eton College i University of Cambridge. W 1920 brał udział w The Boat Race; osada Cambridge odniosła zwycięstwo. 
Wystąpił na igrzyskach olimpijskich w Antwerpii w 1920, gdzie Brytyjczycy w składzie: Ewart Horsfall, Guy Oliver Nickalls, Richard Lucas, Walter James, John Campbell, Sebastian Earl, Ralph Shove, Sidney Swann i Robin Johnstone zdobyli srebrny medal w ósemkach. W finale o 0,8 sekundy wyprzedziła ich reprezentacja USA. Był to jego jedyny start olimpijski.